# All the Vermeers in New York
Pour plus de détails, voir Fiche technique et Distribution.
All the Vermeers in New York est un film américain réalisé par Jon Jost et sorti en 1990.

## Synopsis
Un trader de Wall Street tombe amoureux d'une actrice française à cause de sa ressemblance à une peinture de Vermeer, et la suit dans les galeries du Metropolitan Museum.

## Fiche technique
- Titre : All the Vermeers in New York
- Réalisation : Jon Jost
- Montage : Jon Jost
- Musique : Jon A. English
- Production : American Playhouse, Complex Corporation
- Genre : Comédie dramatique et romance
- Durée : 87 minutes
- Lieu de tournage : New York
- Dates de sortie : 
  - Canada : 11 septembre 1990 (Festival international du film de Toronto)
  - Allemagne: 24 février 1991 (Festival du film de Berlin)
  - États-Unis : 1er mai 1992

## Distribution
- Emmanuelle Chaulet
- Katherine Bean
- Gordon Joseph Weiss
- Stephen Lack